# Nicholas Loney

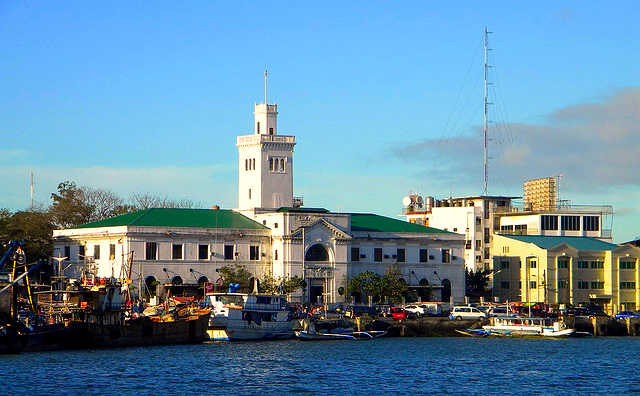
El muelle Loney en el puerto de Iloílo

Nicholas Loney (1826-23 de abril de 1869) fue un negociante inglés y vicecónsul de Reino Unido en la ciudad filipina de Iloílo.
Fue responsable de la desaparición de la industria textil ilonga (en hiligueino: habol Ilonggo), su larga existencia antecediendo la llegada de los castellanos. Según el historiador Alfred McCoy, su destrucción fue precisamente el objetivo del vicecónsul, quien diseñó sistemáticamente una estrategia para realizarla. Alentó el cambio de la producción textil a la del azúcar en la isla de Negros. Abrió también el puerto de Iloílo a la economía británica, facilitando mucho la entrada de los textiles británicos baratos a la economía del imperio español. Así sus acciones ayudaron la revolución industrial en su propio país y al mismo tiempo satisficieron la demanda europea de azúcar. Por otro lado y sin saberlo, Loney también plantó la semilla del conflicto violento, que continúa hasta el presente, en la isla.
A pesar de todo eso, se erigió una estatua en honor a él en Iloílo, en el segmento del puerto municipal renombrado como el muelle Loney.